# Eleição para o Senado federal pela Pensilvânia em 2012
A eleição para o senado do estado americano da Pensilvânia foi realizada em 6 de novembro de 2012 em simultâneo com as eleições para a câmara dos representantes, para o senado, para alguns governos estaduais e para o presidente da república. O senador democrata Bob Casey, Jr. foi candidato à reeleição para um segundo mandato e concorreu contra o candidato republicano Tom Smith. Na eleição geral, Casey foi reeleito com 53,7% dos votos.

## Resultados
|  | Democrata   | Bob Casey, Jr. | 3.021.396 | 53,69% |
|  | Republicano | Tom Smith      | 2.509.114 | 44,58% |
|  | Libertário  | Rayburn Smith  | 96.626    | 1,76%  |
|  | Total:      | Total:         | 5.627.436 | 100%   |